# Epping Forest

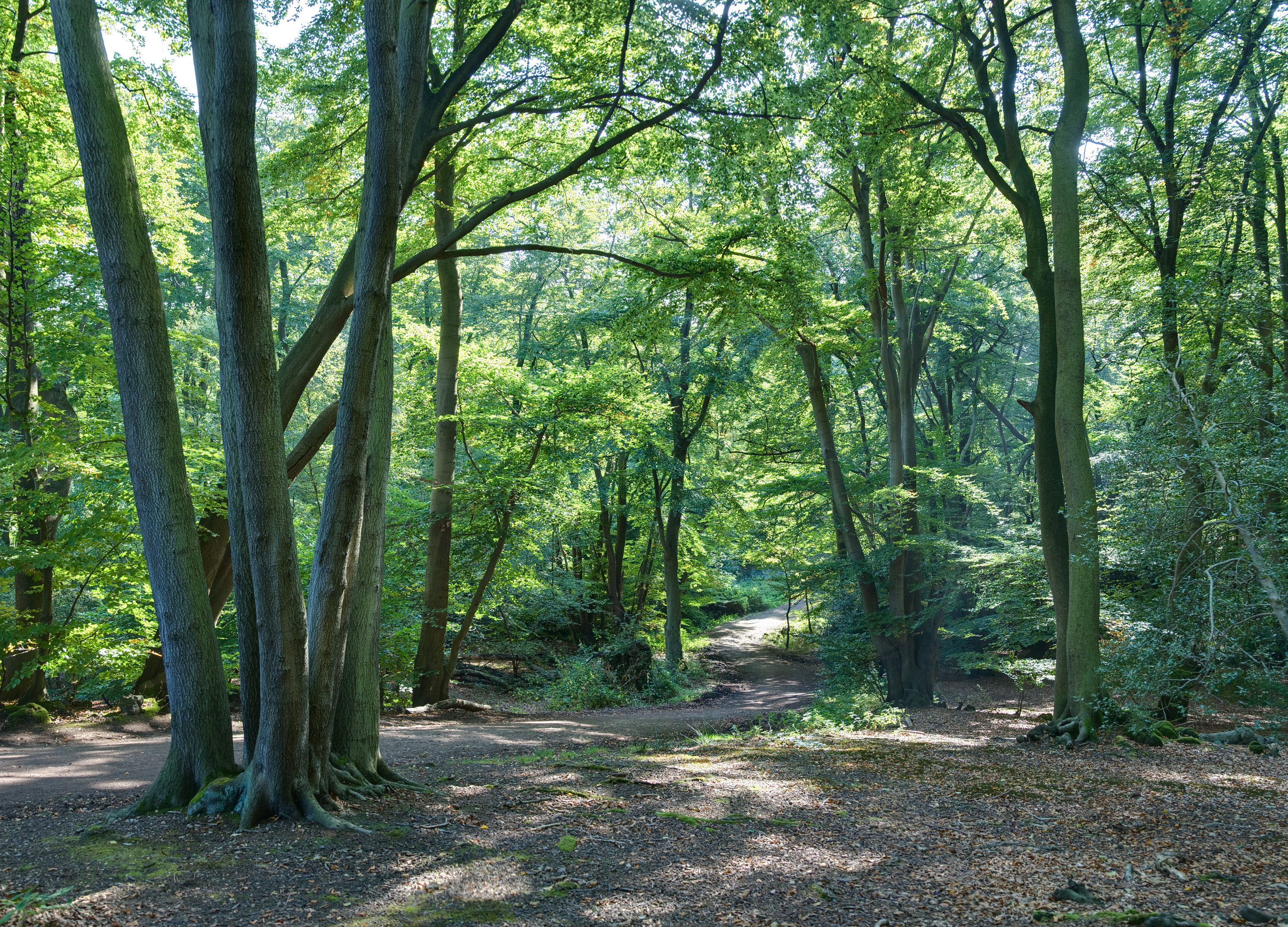
Jedna ze ścieżek w Epping Forest

Epping Forest – pierwotne tereny leśne w południowo-wschodniej Anglii, wyznaczające granicę pomiędzy północno-wschodnim Greater London i Essex. Tereny te powstały około 8 000 lat p.n.e. po ostatniej epoce lodowcowej, zajmując około 24 km² i zawierają pastwiska, polany, rzeki, bagna i stawy. Rozciągnięty pomiędzy Forest Gate na południu i Epping na północy, Epping Forest ma około 18 km długości na linii północ-południe, ale nie więcej niż 4 km szerokości, i w większości miejsc jest węższy. Las położony jest na grzbiecie pomiędzy doliną rzeki Lea i Roding. 
Nazwa Epping Forest po raz pierwszy pojawiła się w XVII w.; wcześniej znany był jako Waltham Forest. Las otrzymał status królewskiego, nadany przez Henryka I w XII w. Status ten pozwolił chłopstwu zbierać opał, dary lasu oraz wypasać swój inwentarz, jednakże tylko król mógł urządzać tam polowania.
W epoce Tudorów Henryk VIII i Elżbieta I polowali w lesie. W 1543 Henryk VIII zamówił budowlę znaną jako Great Standing, z której widać było nagonkę z Chingford. Budowlę odnowiono w 1589 dla Elżbiety I i cały czas jest widoczna z Chingford. Obecnie budowla znana jest jako Queen Elizabeth's Hunting Lodge (Loża Łowiecka Królowej Elżbiety I) i jest otwarta dla wszystkich jako muzeum.
Na skutek sporów pomiędzy ziemianami a chłopstwem wydano w 1878 Epping Forest Act. Las został ocalony przez Korporację Londynu przed nielegalnym ogrodzeniem. Epping Forest przestał być lasem królewskim i koronne prawa do polowania na jelenie i dziczyznę przestały obowiązywać. Obecnie niedozwolone jest ogławianie drzew, można jednak wciąż wypasać inwentarz. Epping Forest Act nakazał konserwatorom na zawsze pozostawić teren otwarty i niezabudowany oraz przeznaczony jako tereny rozrywkowe dla ludności. Kiedy Królowa Wiktoria odwiedziła Chinford 6 maja 1882 zadeklarowała: It gives me the greatest satisfaction to dedicate this beautiful Forest to the use and enjoyment of my people for all time (Z wielką satysfakcją ofiaruję na zawsze ten piękny Las ludziom dla użytku, ku ich radości.) - stał się więc on The People's Forest (Lasem Ludowym). Przedsiębiorstwo Londyn ciągle posiada i zarządza Epping Forest, ściśle stosuje się do Epping Forest Act, bez żadnego wynagrodzenia za swoją pracę, koszty utrzymania finansując z podatków.
Las jest największym otwartym terenem w okolicy Londynu i Essex oraz największym otwartym terenem w pobliżu stolicy na świecie, nigdy nie zaoranym ani uprawianym.